# Ciemnoboczniak pachnący

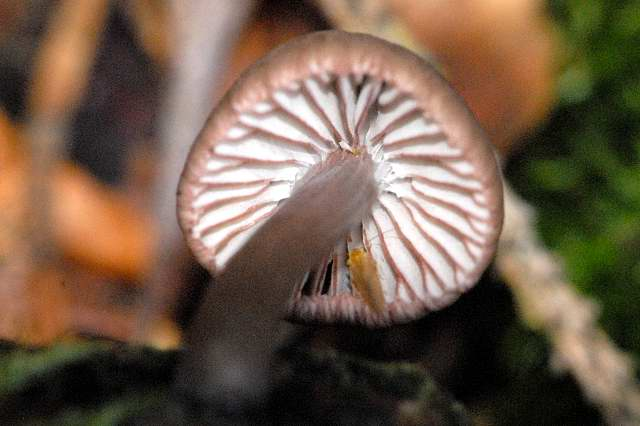

Ciemnoboczniak pachnący (Simocybe sumptuosa (P.D. Orton) Singer) – gatunek grzybów należący do rodziny ciżmówkowatych (Crepidotaceae).

## Systematyka i nazewnictwo
Pozycja w klasyfikacji według Index Fungorum: Simocybe, Crepidotaceae, Agaricales, Agaricomycetidae, Agaricomycetes, Agaricomycotina, Basidiomycota, Fungi.
Po raz pierwszy zdiagnozował go Peter Darbishire Orton w 1960 r., nadając mu nazwę Naucoria sumptuosa. Obecną, uznaną przez Index Fungorum nazwę nadał mu Rolf Singer w 1961 r.
Synonimy:
- Agrocybe sumptuosa (P.D. Orton) Romagn. 1963
- Naucoria sumptuosa P.D. Orton 1960)
- Ramicola sumptuosa (P.D. Orton) Watling 1989

Nazwę polską zaproponował Władysław Wojewoda w 2003 roku dla synonimu Ramicola sumptuosa (P.D. Orton) Watling.

## Morfologia
Kapelusz silny, o średnicy do 1 cm. Wysyp zarodników jasnobrązowy. Zarodniki nerkowate, o wymiarach 4–4,5 × 6,5–8 µm, gładkie, grubościenne, ze słabo widocznymi porami rostkowymi.

## Występowanie
Znane jest występowanie ciemnoboczniaka pachnącego w niektórych krajach Europy, w Ameryce Północnej i w Rosji. Jest bardzo rzadki. W piśmiennictwie naukowym na terenie Polski do 2003 r. podano jedno tylko stanowisko (Bory Tucholskie, 2000 r.). Więcej stanowisk podaje internetowy atlas grzybów. Jest w nim zaliczony do gatunków rzadkich i wartych objęcia ochroną.
Saprotrof. Występuje w lasach mieszanych na opadłych gałęziach drzew liściastych, zwłaszcza olchy szarej.